# Уста на истината
La Bocca della Verità (на български, „Устата на истината“) е известен барелеф, издялан от мрамор, с лице на мъж. Намира се на портика на църквата Санта Мария ин Космедин в Рим, Италия. Смята се, че скулптурата е била част от древноримски фонтан или е изобразявала някой от езическите богове .
Това, с което е най-известна тази скулптура е, че играе ролята на детектор на лъжата. От Средните векове насам се смята, че ако някой постави ръката си в отвора и изрече лъжа, ръката му ще бъде отрязана. Този детайл е поставен на портика на Санта Мария ин Космедин през 17 век.